# Arrondissement de Forbach (Empire allemand)
Pour l’article homonyme, voir Arrondissement de Forbach.
L'arrondissement de Forbach (Landkreis Forbach) correspond à l'arrondissement français de Forbach à l'époque de l'empire allemand et sous le Troisième Reich.

## Contexte
Un arrondissement allemand correspond à un arrondissement français. Ce découpage administratif fut instauré en Moselle en 1871, à la suite de l'annexion de l'Alsace-Lorraine, puis rétabli en 1940, avec l'annexion de la Moselle.

## Organisation territoriale
Pendant la première annexion allemande, le district de Lorraine désignait ce qui deviendra le département de la Moselle en 1918. Il constituait avec le district de Haute-Alsace et le district de Basse-Alsace l'Alsace-Lorraine. Le district lorrain comprenait l'arrondissement de Boulay, l'arrondissement de Château-Salins, l'arrondissement de Forbach, l'arrondissement de Metz-Campagne, l'arrondissement de Sarrebourg, l'arrondissement de Sarreguemines, l'arrondissement de Thionville-Est et l'arrondissement de Thionville-Ouest.
En 1940, le département de la Moselle devint le CdZ-Gebiet Lothringen et fut rattaché au Gau Westmark.

## Population de l'arrondissement
| Habitants                 | 1890   | 1900   | 1910   |
| ------------------------- | ------ | ------ | ------ |
| Arrondissement de Forbach | 68 696 | 76 005 | 94 191 |

| Communes ( +2 000 ) | Habitants |
| ------------------- | --------- |
| Forbach             | 10 107    |
| Freimengen          | 2 585     |
| Kleinrosseln        | 6 909     |
| Merlenbach          | 3 773     |
| Mörchingen          | 6 966     |
| Oberhomburg         | 2 222     |
| Saaralben           | 3 952     |
| Sankt Avold         | 6 400     |
| Spittel             | 5 742     |
| Stieringen-Wendel   | 4 751     |

## Administrateurs civils ( Kreisdirektor )
- 1871: Johann Spiecker[2]
- 1882: Richard Albrecht (de)
- 1884: Becker
- 1889: Albert Dieckmann (de)
- 1896: Karl von Gemmingen-Hornberg
- 1903: Georg von Loeper (de)
- 1908: Wilhelm von Woellwarth-Lauterburg

## Seconde Guerre mondiale
La Moselle étant de nouveau annexée à l’Allemagne en juillet 1940, l'arrondissement de Forbach fut rétabli pendant la Seconde Guerre mondiale. Le 1er décembre 1940, le Landkreis Forbach fut fusionné avec l'arrondissement de Boulay pour former l'arrondissement de Saint-Avold. L'arrondissement faisait partie du CdZ-Gebiet Lothringen, nouvelle division territoriale intégrée au  Gau Saarpfalz, renommé Westmark en 1942. Libéré par les forces alliées fin 1944, les deux arrondissements de Forbach et de Boulay ont été rétablis par la France.